# صومعه سانتا ماریا د هوئرتا
صومعه سانتا ماریا د هوئرتا (به اسپانیایی: Monasterio de Santa María de Huerta)، صومعه‌ای تاریخی در روستای سانتا ماریا د هوئرتا در سُریا، اسپانیا است.

## نگارخانه

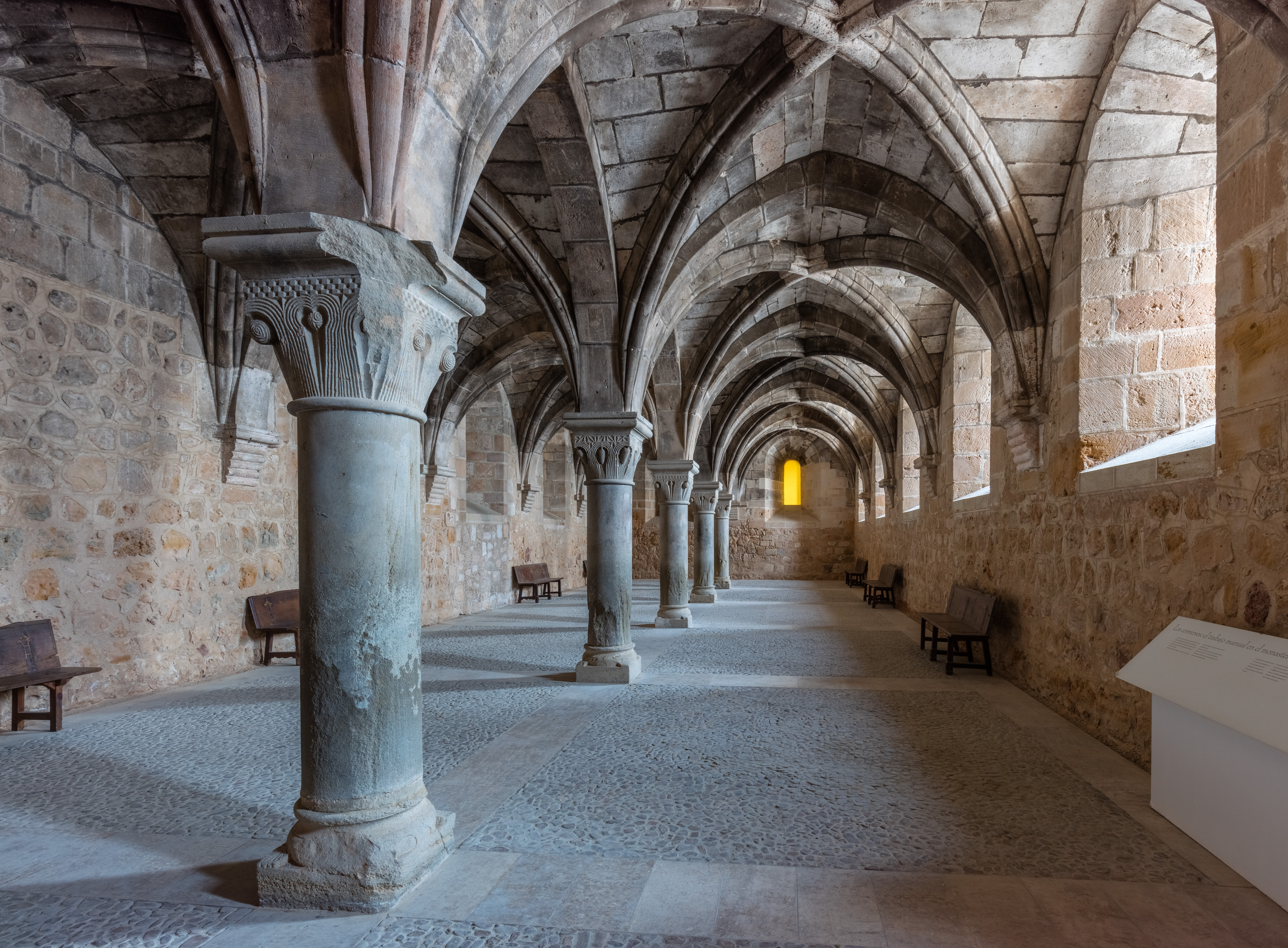
نمایی از شبستان صومعه
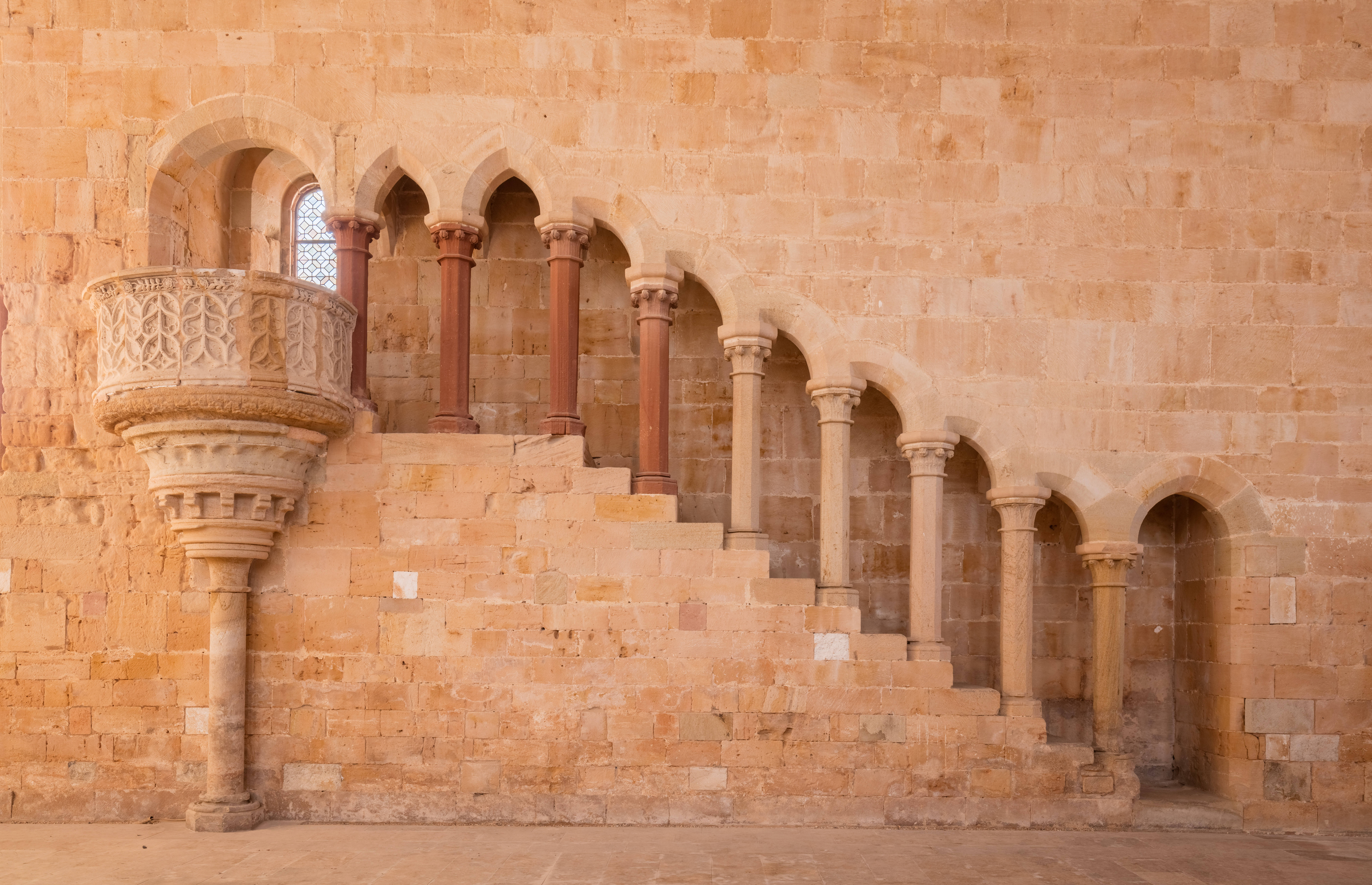
منبر واعظین برای دعای پیش از آغاز غذا که از سبک معماری مُدجن تأثیر گرفته‌است
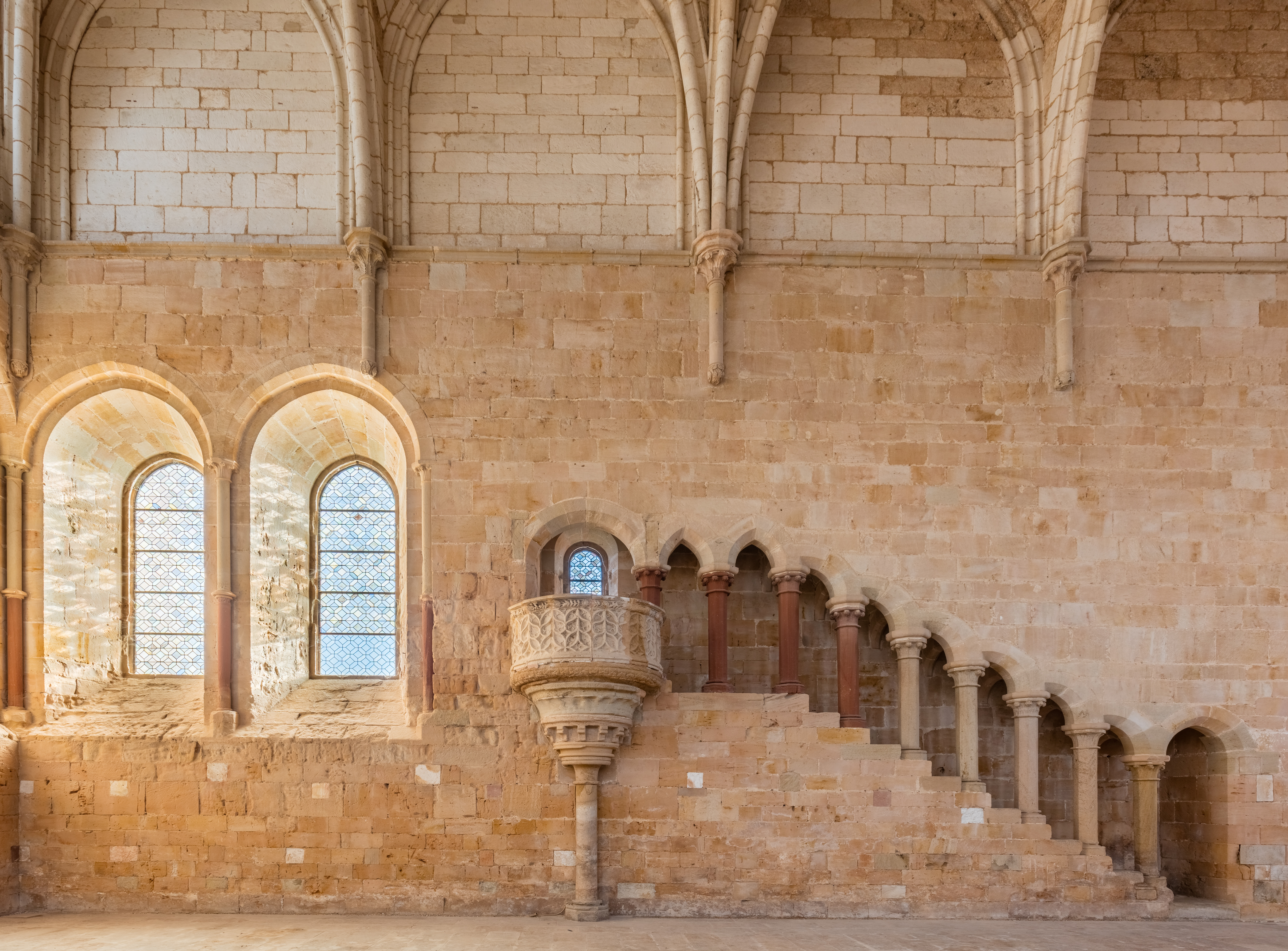
سالن غذاخوری صومعه
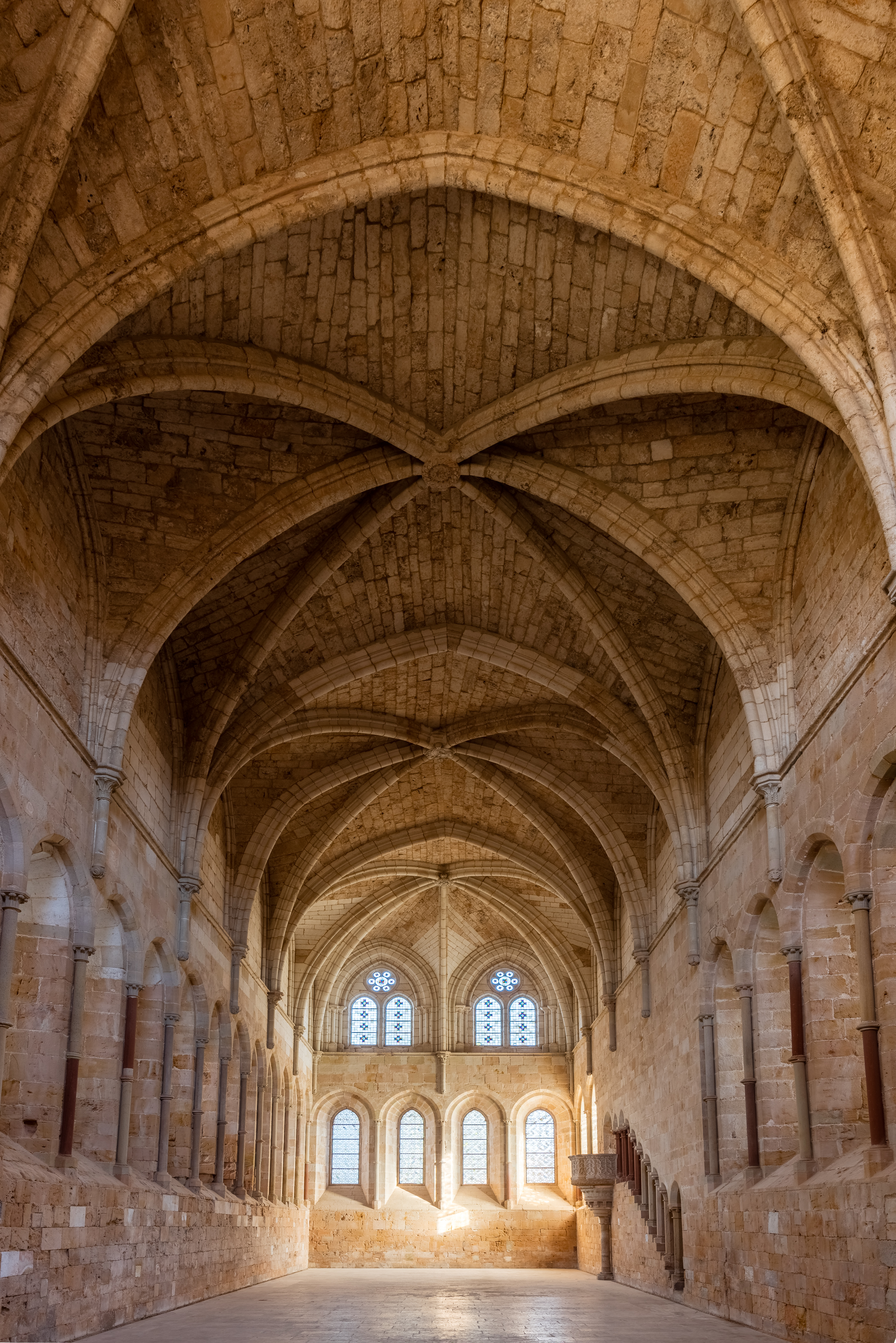
سالن غذاخوری صومعه
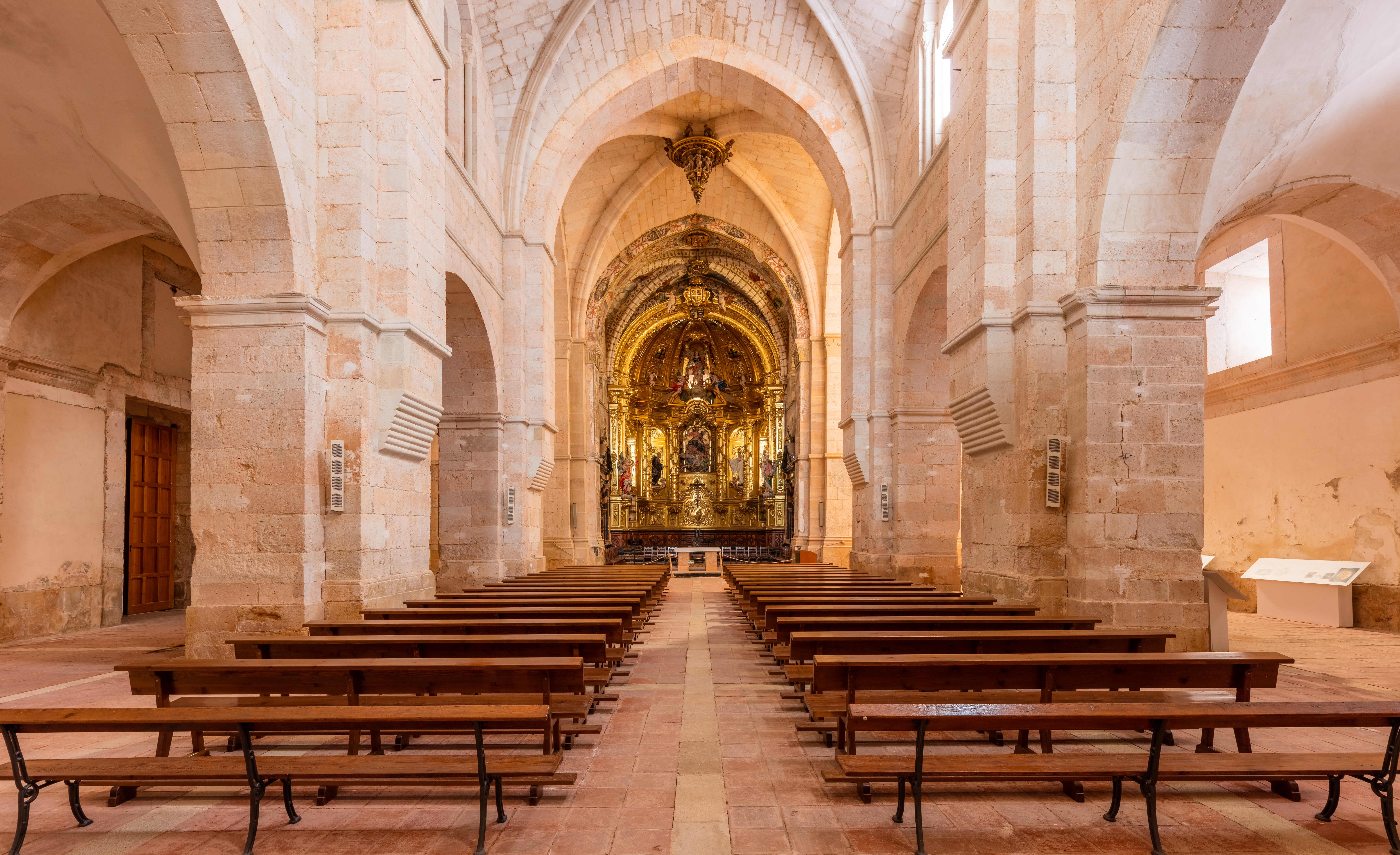
نمایی داخلی از سالن کلیسا
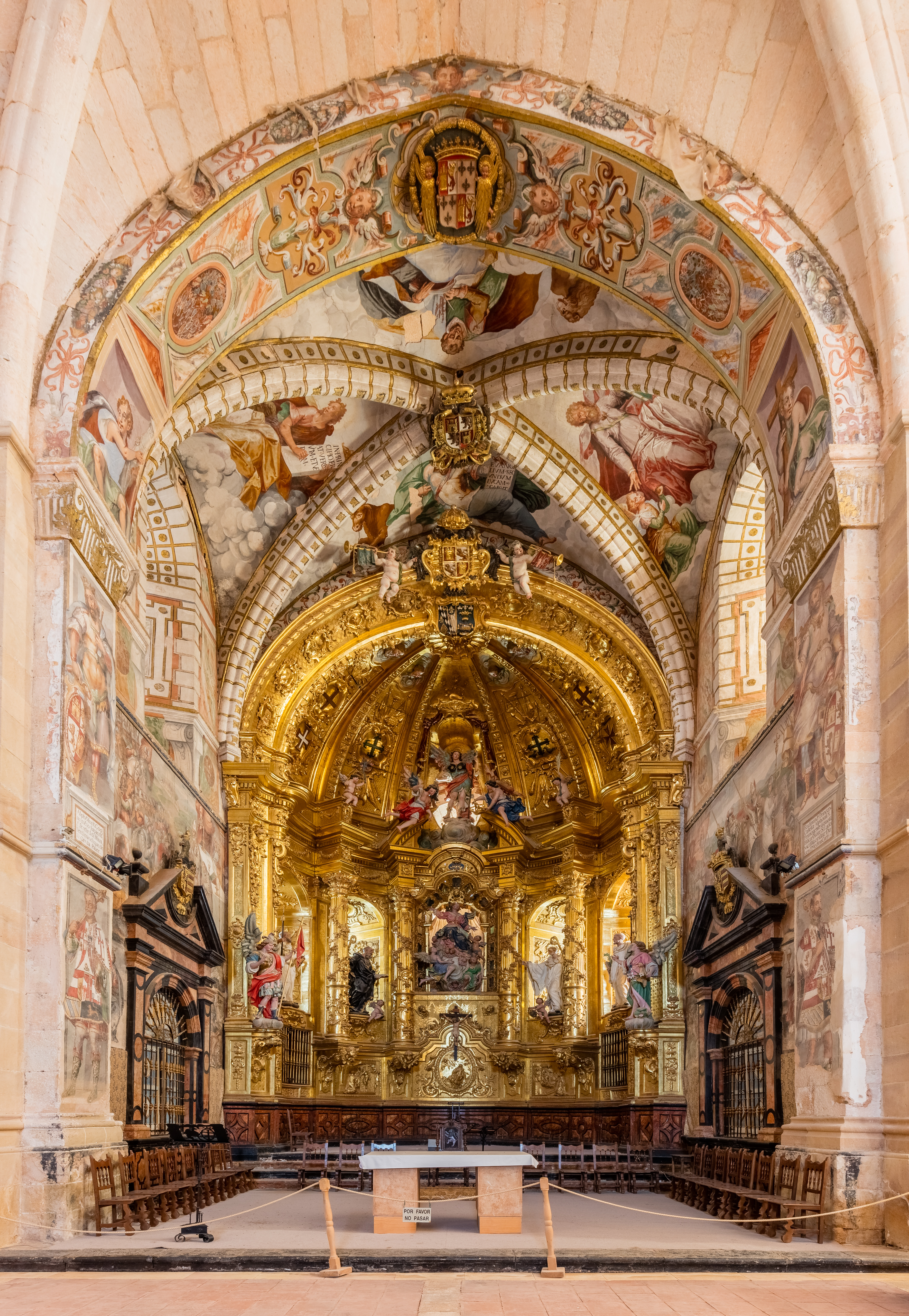
نمایی از محراب کلیسا
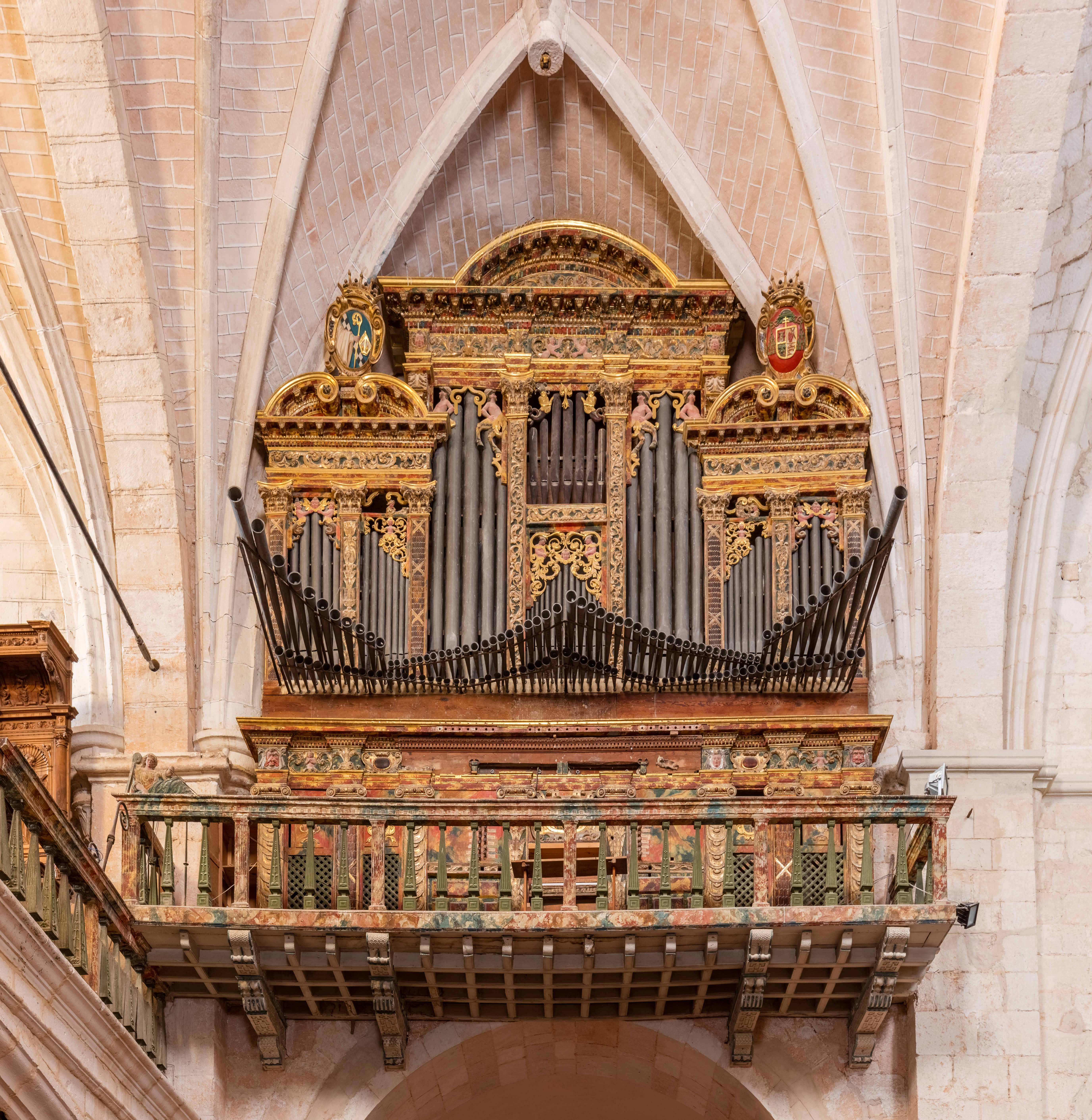
اُرگ بادی
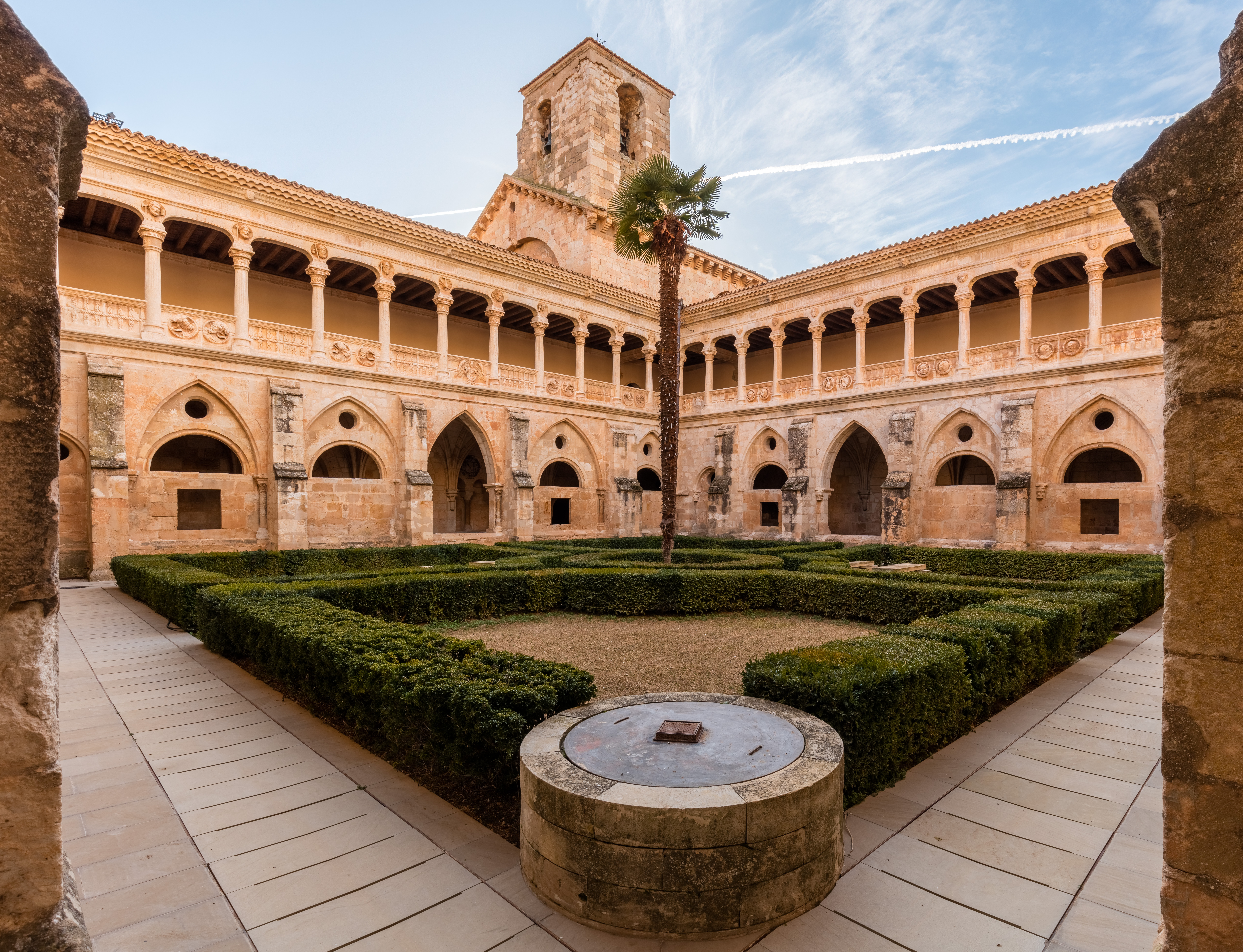
فضای سبز اندرونی صومعه
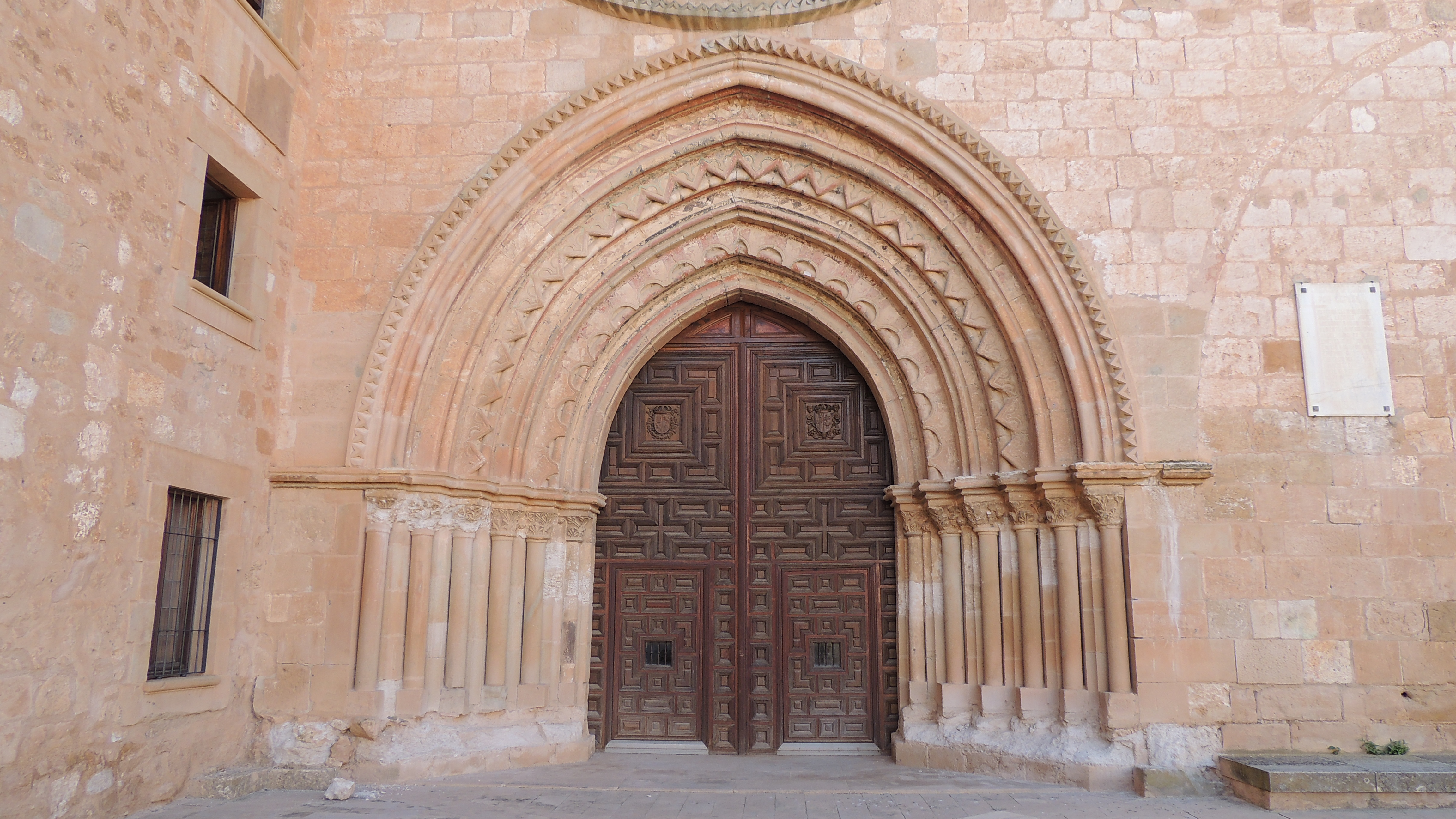
درب صومعه